# Монтирование файловой системы
Монтирование файловой системы — системный процесс, подготавливающий раздел диска к использованию операционной системой.
Операция монтирования состоит из нескольких этапов:
1. определение типа монтируемой системы;
2. проверка целостности монтируемой системы;
3. считывание системных структур данных и инициализация соответствующего модуля файлового менеджера (драйвера файловой системы);
4. установка флага, сообщающего об окончании монтирования. При корректном размонтировании этот флаг сбрасывается. Если при загрузке система определяет, что флаг не сброшен, значит работа была завершена некорректно, и возможно ФС нуждается в починке;
5. включение новой файловой системы в общее пространство имен.